# 長野県須坂高等学校
長野県須坂高等学校（ながのけん すざかこうとうがっこう）は、長野県須坂市須坂にある県立高校。

## 概要
1923年に旧制上高井中学として開校。須坂中学、須坂西高等学校を経て現校名となる。水泳が大正期より盛んで、当時からプールがあった。
2001年に旧第2通学区→第1通学区に変更。

## 沿革
- 1923年（大正12年）4月15日 - 長野県上高井中学校として開校。
- 1925年（大正14年）4月1日 - 長野県須坂中学校に改称。
- 1948年（昭和23年）4月1日 - 学制改革により、長野県須坂西高等学校となる。
- 1956年（昭和31年）4月1日 - 長野県須坂農業高等学校より分校が移管。定時制小布施分校（普通科）として設置。
- 1965年（昭和40年）4月1日 - 長野県須坂高等学校と改称。
- 1976年（昭和51年）3月31日 - 小布施分校を廃止。
- 2004年（平成16年）3月31日 - 定時制の募集を停止。

## 教育目標
- 民主的・自治的で平和を愛する人間。
- 真理を愛し、社会と自然の諸事象に対し、科学的認識にもとづいて正しい判断と批判ができる人間。
- 健康で豊かな情操とたくましい行動にあふれ、社会を明るく豊かにする努力を惜しまない人間。
- 現代社会における労働の意義を正しく理解し、広く、創造的実践を通して、社会の発展と向上に寄与できる人間。

## 標語（スローガン）
- 「熱、意気、ガリ」

初代校長の岩崎長思が「起てよ臥龍の健児」と語りかけた言葉から生まれたとされる標語であり、これら強い気概は「臥龍魂（がりゅうこん）」とも呼ばれる。高校付近に臥龍山があることから（臥竜公園参照）、須坂高校は「臥龍」をシンボルとしている。

## 教育課程
- 全日制普通科―定員240名 - 普通科のみ

授業時間は、一コマ50分。週31コマ。
高等学校における教養教育を標榜している。
学校行事としては、入学式、卒業式、マラソン大会(男子10km女子5km)、修学旅行、クラスマッチ、校歌コンクール、りんどう祭(文化祭)などがある。クラスマッチは春と秋の2度あり、両方とも2日間に渡っている。
部活動も展開されている。
2018年より月曜日はどの部活動も休みとなった。2020年より1月から3月の間は木曜日も休みとなった(吹奏楽部など，一部例外も存在する)。
2007年度から県内で初となる進学対応型単位制・全日制普通科高校に転換することが同校から教育委員会に報告されていたが、2018年度に廃止され学年制に戻る。

## 文化祭

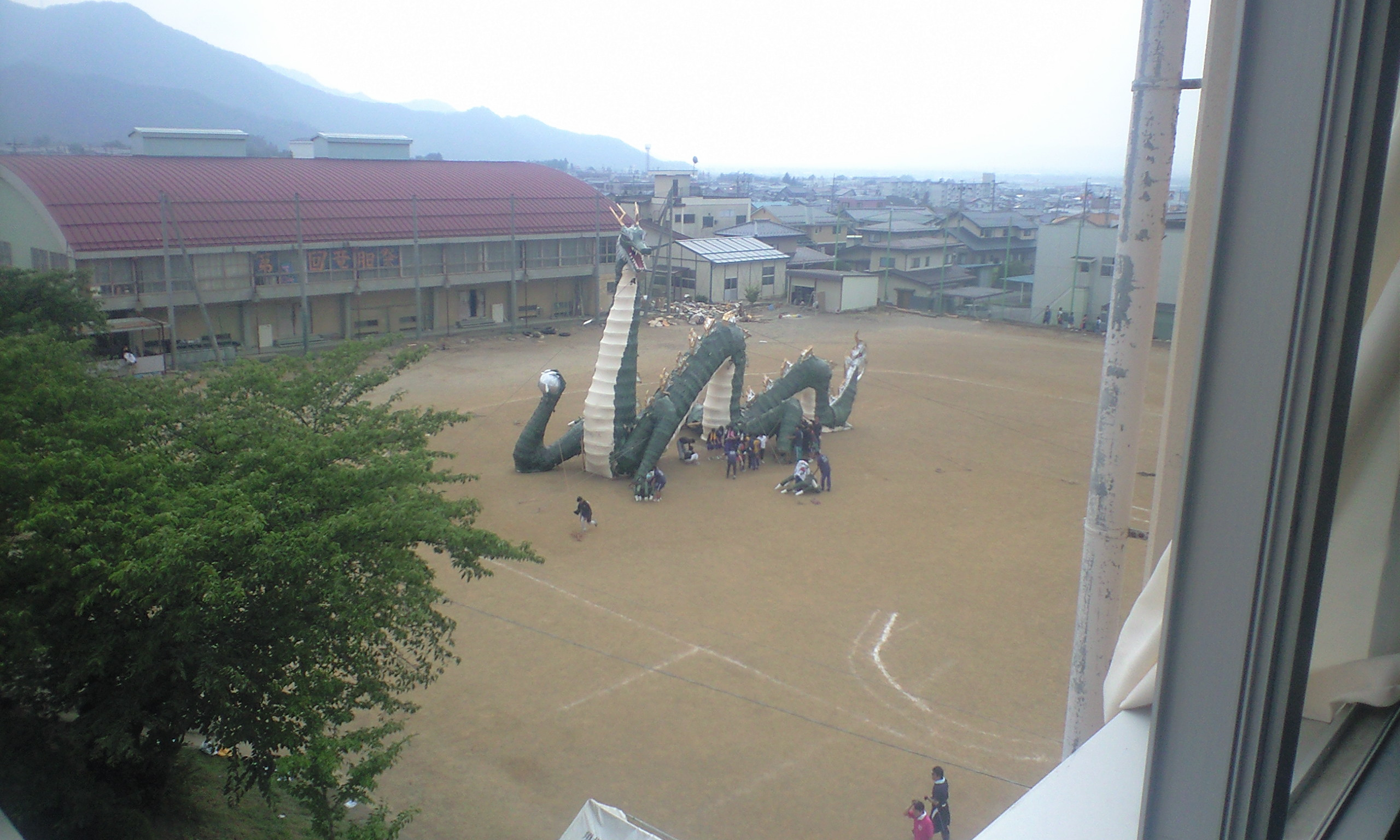
龍

- 文化祭は「りんどう祭（龍胆祭）」といい、その名称は校章と近接する臥竜公園(須高城址）に由来する。

文化祭は4日間行われる（一般公開は2日間）。毎年、半年をかけて巨大な龍が生徒達により製作される。龍は設計図とともに後夜祭において弓道部の火矢により燃やされるため、毎年、新たに設計図から掘り起こすことが必要となり、龍の様相は年度ごとに変化を遂げている。またクラス毎に寸劇と合唱を披露する。
2006年には、NHKにんげんドキュメントで紹介された。

## 著名な出身者
芸術家
- 水野信行 - ホルン奏者
- 小林美香 - フルート奏者
- ハラヒロシ - ウェブディレクター、ウェブデザイナー
- 久石譲 - 作曲家
- 山本哲也 - 作曲家
- よしたに - 漫画家（ぼく、オタリーマン）

学者・研究者
- 遠藤守信 - 物質化学　（現：信州大学 工学部）
- 渡辺澄夫 - 数理情報学者　（現：東京工業大学 教授 ）
- 竹前栄治 - 政治学　（現：東京経済大学名誉教授）
- 市川昭午 - 教育学　（現：国立大学財務・経営センター 名誉教授）
- 西原康行 - 教育学　（現：新潟医療福祉大学 教授）

政治経済
- 山本重信 - 通商産業事務次官、元トヨタ自動車副会長
- 市川篤志 - 内閣府地方創生推進事務局長
- 上原弘久 - T&Dホールディングス　代表取締役社長
- 市川秀夫 - 昭和電工代表取締役会長

芸能人・アナウンサー等
- 中島史恵 - アイドル
- 岡本由季 - 女性アナウンサー（現在はフリーランス）
- 柴本愛沙 - 気象予報士
- 春風亭昇乃進 - 落語家

ジャーナリスト・コラムニスト・編集者等
- 畔上文昭 - 編集者、コラムニスト（元週刊BCN編集長）

スポーツ
- 戸井田カツヤ - 総合格闘家
- 鈴木悠太 - プロサッカー選手

## 校章
ミヤマリンドウの花弁に高の文字。 

## 校歌・応援歌等
- 校歌・応援歌・凱歌A・凱歌B・逍遥歌・水泳部エール・りんどう祭賛歌
  - 校歌 作詞：臼田紀六 作曲：荻原範次郎

## 最寄駅
- 長野電鉄長野線：須坂駅